# فيليب سنو
فيليب سنو (7 أغسطس 1915 بليستر في المملكة المتحدة - 4 يونيو 2012) (بالإنجليزية: Philip Snow)‏ هو لاعب كريكت بريطاني. شارك مع منتخب فيجي للكريكت.